# 三地域対抗試合
三地域対抗試合（さんちいきたいこうじあい）は、日本ラグビーフットボール協会が主催する、関東、関西、九州の各協会の代表が戦う、日本のラグビー大会。
2011年大会が東日本大震災により中止になって以降、開催されていない。

## 概要
ラグビー関係者やファンの間では、三地域対抗ラグビー、または、三地域対抗という通称で言われることが多い。
1947年、九州ラグビーフットボール協会が、西部ラグビー蹴球協会（後の関西ラグビーフットボール協会）より分離独立したのをきっかけに開始された。
日本ラグビーフットボール選手権大会（ラグビー日本選手権）開始以前及び、同大会が1月15日に開催が固定されていた時代には、概ね2月中旬から3月上旬の開催だったが、同大会の日程終了が概ね2月下旬となってからは、3月中旬から下旬にかけて行なわれている。なお、一部の年度で、同大会の前座試合として行なわれたこともあった。
代表選手は、各協会に登録されている選手の中から選出される。したがって、例えば、関東地区の大学に所属しているが、ラグビー選手としては九州協会登録ということであれば、九州代表の選手ということになる。ジャージは、各協会のエンブレムを基調としたデザインが施されたものを着用する。
試合会場については、例えば、西暦奇数年度については、関西VS関東であれば関西、関東VS九州であれば関東、九州VS関西であれば九州の各協会が指定する会場で試合を行なうことが通例となっており、西暦偶数年度であれば、会場はその逆となる。
また当大会は、ラグビー日本代表のセレクションマッチの一環としても行なわれており、日本代表を目指す選手にとってみれば、当大会は格好のアピールの場となる。
ラグビー日本選手権が行なわれる前までは、当大会は日本ラグビー界におけるオールスター戦という意味合いを持ち、NHKテレビで試合が中継されたこともある。
2011年3月13日に第50回大会第1試合として関東代表対関西代表戦を秩父宮ラグビー場で開催する予定だったが、3月11日に東日本大震災が発生し、すべての試合が中止となった。翌年以降も開催されていないため、2010年の第49回が最後の大会となった。

## 歴代記録
| 回数                                   | 試合日                                | スコア                                | グラウンド                            |
| -------------------------------------- | ------------------------------------- | ------------------------------------- | ------------------------------------- |
| 1                                      | 1948年3月21日                         | 九州24－6関西                         | 春日原運動場                          |
| 1                                      | 1948年3月28日                         | 関西24－18関東                        | 西宮球技場                            |
| 1                                      | 1948年4月4日                          | 関東23－9九州                         | 東京ラグビー場                        |
| 2                                      | 1949年3月20日                         | 関東16－6関西                         | 東京ラグビー場                        |
| 2                                      | 1949年3月27日                         | 関西17－8九州                         | 西宮球技場                            |
| 2                                      | 1949年4月3日                          | 九州35－3関東                         | 平和台競技場                          |
| 3                                      | 1950年2月12日                         | 九州17－13関西                        | 平和台競技場                          |
| 3                                      | 1950年2月19日                         | 関西30－14関東                        | 花園ラグビー場                        |
| 3                                      | 1950年2月26日                         | 関東18－16九州                        | 東京ラグビー場                        |
| 4                                      | 1951年2月11日                         | 関東59－14関西                        | 東京ラグビー場                        |
| 4                                      | 1951年2月18日                         | 関西22－12九州                        | 花園ラグビー場                        |
| 4                                      | 1951年2月25日                         | 関東24－5九州                         | 平和台競技場                          |
| 5                                      | 1952年2月10日                         | 九州48－13関西                        | 平和台競技場                          |
| 5                                      | 1952年2月17日                         | 関西14－11関東                        | 花園ラグビー場                        |
| 5                                      | 1952年2月24日                         | 関東14－11九州                        | 東京ラグビー場                        |
| 6                                      | 1953年1月25日                         | 九州20－13関東                        | 平和台競技場                          |
| 6                                      | 1953年2月1日                          | 九州29－17関西                        | 花園ラグビー場                        |
| 6                                      | 1953年2月8日                          | 関東37－0関西                         | 東京ラグビー場                        |
| 7                                      | 1954年2月28日                         | 関西29－3九州                         | 平和台競技場                          |
| 7                                      | 1954年3月7日                          | 関西23－17関東                        | 花園ラグビー場                        |
| 7                                      | 1954年3月14日                         | 関東44－6九州                         | 秩父宮ラグビー場                      |
| 8                                      | 1955年3月6日                          | 関東24－16九州                        | 平和台競技場                          |
| 8                                      | 1955年3月13日                         | 関西22－14九州                        | 花園ラグビー場                        |
| 8                                      | 1955年3月20日                         | 関東46－0関西                         | 秩父宮ラグビー場                      |
| 9                                      | 1956年1月29日                         | 九州43－3関西                         | 平和台競技場                          |
| 9                                      | 1956年2月5日                          | 関西20－12関東                        | 花園ラグビー場                        |
| 9                                      | 1956年2月12日                         | 関東26－5九州                         | 秩父宮ラグビー場                      |
| 10                                     | 1957年3月3日                          | 九州18－17関東                        | 平和台競技場                          |
| 10                                     | 1957年3月10日                         | 関西31－0九州                         | 花園ラグビー場                        |
| 10                                     | 1957年3月17日                         | 関東21－0関西                         | 秩父宮ラグビー場                      |
| 11                                     | 1958年1月26日                         | 九州15－12関西                        | 平和台競技場                          |
| 11                                     | 1958年2月2日                          | 関東22－15関西                        | 花園ラグビー場                        |
| 11                                     | 1958年2月9日                          | 関東25－11九州                        | 秩父宮ラグビー場                      |
| 12                                     | 1959年2月15日                         | 関東13－11九州                        | 平和台競技場                          |
| 12                                     | 1959年2月22日                         | 関東19－13関西                        | 秩父宮ラグビー場                      |
| 12                                     | 1959年3月1日                          | 関西19－0九州                         | 花園ラグビー場                        |
| 13                                     | 1960年2月28日                         | 九州13－3関西                         | 北九州鞘ヶ谷                          |
| 13                                     | 1960年3月6日                          | 関東22－19関西                        | 花園ラグビー場                        |
| 13                                     | 1960年3月13日                         | 関東24－19九州                        | 秩父宮ラグビー場                      |
| 14                                     | 1961年2月26日                         | 関東21－16九州                        | 平和台競技場                          |
| 14                                     | 1961年3月5日                          | 関西13－13九州                        | 花園ラグビー場                        |
| 14                                     | 1961年3月12日                         | 関東28－11関西                        | 秩父宮ラグビー場                      |
| 15                                     | 1962年3月11日                         | 九州14－8関西                         | 平和台競技場                          |
| 15                                     | 1962年3月18日                         | 関東16－5関西                         | 花園ラグビー場                        |
| 15                                     | 1962年3月25日                         | 関東25－6九州                         | 秩父宮ラグビー場                      |
| 16                                     | 1963年3月10日                         | 関東18－16九州                        | 平和台競技場                          |
| 16                                     | 1963年3月17日                         | 九州18－6関西                         | 花園ラグビー場                        |
| 16                                     | 1963年3月24日                         | 関東28－11関西                        | 秩父宮ラグビー場                      |
| 17                                     | 1964年4月12日                         | 九州42－17関東                        | 平和台競技場                          |
| 17                                     | 1964年4月19日                         | 関西75－19九州                        | 花園ラグビー場                        |
| 17                                     | 1964年4月26日                         | 関東23－17関西                        | 秩父宮ラグビー場                      |
| 18                                     | 1965年3月14日                         | 九州29－17関東                        | 平和台競技場                          |
| 18                                     | 1965年3月21日                         | 関西23－8九州                         | 花園ラグビー場                        |
| 18                                     | 1965年3月28日                         | 関東14－11関西                        | 秩父宮ラグビー場                      |
| 19                                     | 1966年3月13日                         | 関西35－6九州                         | 平和台競技場                          |
| 19                                     | 1966年3月20日                         | 関西20－8関東                         | 花園ラグビー場                        |
| 19                                     | 1966年3月27日                         | 九州23－21関東                        | 秩父宮ラグビー場                      |
| 20                                     | 1967年4月9日                          | 関西48－17関東                        | 秩父宮ラグビー場                      |
| 20                                     | 1967年4月16日                         | 関東40－20九州                        | 平和台競技場                          |
| 20                                     | 1967年4月23日                         | 関西37－8九州                         | 瑞穂ラグビー場                        |
| 21                                     | 1968年3月10日                         | 関西61－19九州                        | 平和台競技場                          |
| 21                                     | 1968年3月17日                         | 関東53－9九州                         | 秩父宮ラグビー場                      |
| 21                                     | 1968年3月24日                         | 関西59－8関東                         | 花園ラグビー場                        |
| 以降1978年度まで中断、以降の試合日変更 |                                       |                                       |                                       |
| 22                                     | 1979年2月11日                         | 関東35－4九州                         | 秩父宮ラグビー場                      |
| 22                                     | 1979年2月18日                         | 関西19－13九州                        | 花園ラグビー場                        |
| 22                                     | 1979年3月4日                          | 関東9－6関西                          | 秩父宮ラグビー場                      |
| 23                                     | 1980年2月17日                         | 関東20－17九州                        | 宮崎総合                              |
| 23                                     | 1980年2月24日                         | 関東41－13関西                        | 花園ラグビー場                        |
| 23                                     | 1980年3月2日                          | 九州32－19関西                        | 北九州鞘ヶ谷                          |
| 以降1984年度まで中断                   |                                       |                                       |                                       |
| 24                                     | 1985年2月17日                         | 関西24－21九州                        | 福岡春日                              |
| 24                                     | 1985年2月24日                         | 関東43－19関西                        | 花園ラグビー場                        |
| 24                                     | 1985年3月3日                          | 関東29－3九州                         | 秩父宮ラグビー場                      |
| 25                                     | 1986年2月16日                         | 関西25－13九州                        | 皇子山陸上                            |
| 25                                     | 1986年2月23日                         | 関西19－15関東                        | 秩父宮ラグビー場                      |
| 25                                     | 1986年3月2日                          | 関東16－16九州                        | 北九州三萩野                          |
| 26                                     | 1987年2月15日                         | 関西49－6九州                         | 熊本水前寺                            |
| 26                                     | 1987年2月22日                         | 関東28－16九州                        | 長崎諫早                              |
| 26                                     | 1987年3月1日                          | 関西42－24関東                        | 神戸中央                              |
| 27                                     | 1988年2月21日                         | 関東64－9九州                         | 久留米陸上                            |
| 27                                     | 1988年2月28日                         | 関西30－19関東                        | 花園ラグビー場                        |
| 27                                     | 1988年3月13日                         | 関西38－20九州                        | 大分陸上                              |
| 28                                     | 1989年2月19日                         | 関東50－28九州                        | 佐賀陸上                              |
| 28                                     | 1989年2月26日                         | 関西28－20関東                        | 秩父宮ラグビー場                      |
| 28                                     | 1989年3月12日                         | 関西31－12九州                        | 花園ラグビー場                        |
| 29                                     | 1990年2月25日                         | 関西29－12九州                        | 鹿児島鴨池                            |
| 29                                     | 1990年3月11日                         | 関東37－32関西                        | 花園ラグビー場                        |
| 29                                     | 1990年3月18日                         | 関東28－15九州                        | 秩父宮ラグビー場                      |
| 30                                     | 1991年2月24日                         | 関東45－25九州                        | 延岡西階                              |
| 30                                     | 1991年3月10日                         | 関東44－28関西                        | 秩父宮ラグビー場                      |
| 30                                     | 1991年3月17日                         | 関西49－16九州                        | 神戸ユニバー                          |
| 31                                     | 1992年2月29日                         | 関東47－28九州                        | 秩父宮ラグビー場                      |
| 31                                     | 1992年3月8日                          | 関東51－23関西                        | 瑞穂ラグビー場                        |
| 31                                     | 1992年3月15日                         | 関西44－25九州                        | 佐世保陸上                            |
| 32                                     | 1993年2月21日                         | 関西54－25九州                        | 花園ラグビー場                        |
| 32                                     | 1993年2月28日                         | 関東42－25九州                        | 那覇奥武山                            |
| 32                                     | 1993年3月7日                          | 関西52－39関東                        | 秩父宮ラグビー場                      |
| 33                                     | 1994年2月27日                         | 関西32－25九州                        | 北九州本城                            |
| 33                                     | 1994年3月6日                          | 関西28－24関東                        | 花園ラグビー場                        |
| 33                                     | 1994年3月13日                         | 九州45－11関東                        | 宮崎総合                              |
| 34                                     | 1995年2月26日                         | 関西54－17九州                        | 花園ラグビー場                        |
| 34                                     | 1995年3月5日                          | 関西63－38関東                        | 秩父宮ラグビー場                      |
| 34                                     | 1995年3月12日                         | 関東74－7九州                         | 熊本水前寺                            |
| 35                                     | 1996年2月25日                         | 九州28－15関西                        | 大分陸上                              |
| 35                                     | 1996年3月3日                          | 関西42－24関東                        | 花園ラグビー場                        |
| 35                                     | 1996年3月17日                         | 九州32－10関東                        | 秩父宮ラグビー場                      |
| 36                                     | 1997年2月23日                         | 関西92－5九州                         | 花園ラグビー場                        |
| 36                                     | 1997年3月2日                          | 関東62－36関西                        | 秩父宮ラグビー場                      |
| 36                                     | 1997年3月9日                          | 関東93－14九州                        | 鳥栖スタジアム                        |
| 37                                     | 1998年2月15日                         | 関東42－24九州                        | 秩父宮ラグビー場                      |
| 37                                     | 1998年2月22日                         | 関西41－12九州                        | 鹿児島鴨池                            |
| 37                                     | 1998年3月1日                          | 関東36－30関西                        | 花園ラグビー場                        |
| 38                                     | 1999年3月14日                         | 関東40－26関西                        | 秩父宮ラグビー場                      |
| 38                                     | 1999年3月21日                         | 九州33－28関西                        | 花園ラグビー場                        |
| 38                                     | 1999年3月28日                         | 関東68－26九州                        | 宮崎総合                              |
| 39                                     | 2000年3月5日                          | 関西21－12関東                        | 花園ラグビー場                        |
| 39                                     | 2000年3月12日                         | 関西68－31九州                        | 沖縄総合                              |
| 39                                     | 2000年3月19日                         | 関東94－14九州                        | 秩父宮ラグビー場                      |
| 40                                     | 2001年3月4日                          | 関西26－26関東                        | 秩父宮ラグビー場                      |
| 40                                     | 2001年3月11日                         | 関西59－19九州                        | 花園ラグビー場                        |
| 40                                     | 2001年3月18日                         | 関東99－26九州                        | 熊本八代                              |
| 41                                     | 2002年3月3日                          | 関東52－48関西                        | 花園ラグビー場                        |
| 41                                     | 2002年3月10日                         | 関西61－12九州                        | 長崎諫早                              |
| 41                                     | 2002年3月17日                         | 関東83－31九州                        | 秩父宮ラグビー場                      |
| 42                                     | 2003年3月2日                          | 関西50－17九州                        | 花園ラグビー場                        |
| 42                                     | 2003年3月9日                          | 関西36－33関東                        | 秩父宮ラグビー場                      |
| 42                                     | 2003年3月16日                         | 九州19－17関東                        | 博多の森                              |
| 43                                     | 2004年2月28日                         | 関東71－31九州                        | アミノバイタル                        |
| 43                                     | 2004年3月7日                          | 九州49－21関西                        | 佐賀陸上                              |
| 43                                     | 2004年3月13日                         | 関東57－31関西                        | 花園ラグビー場                        |
| 44                                     | 2005年2月19日                         | 九州29－19関西                        | 花園ラグビー場                        |
| 44                                     | 2005年2月27日                         | 関東71－15関西                        | 秩父宮ラグビー場                      |
| 44                                     | 2005年3月6日                          | 関東40－22九州                        | 大分陸上                              |
| 45                                     | 2006年2月19日                         | 関西31－5関東                         | 花園ラグビー場                        |
| 45                                     | 2006年2月26日                         | 九州61－7関東                         | 秩父宮ラグビー場                      |
| 45                                     | 2006年3月5日                          | 関西64－5九州                         | 鹿児島鴨池                            |
| 46                                     | 2007年2月18日                         | 関西28－24九州                        | 花園ラグビー場                        |
| 46                                     | 2007年2月25日                         | 関東42－19九州                        | 熊本水前寺                            |
| 46                                     | 2007年3月4日                          | 関東35－26関西                        | 秩父宮ラグビー場                      |
| 47                                     | 2008年3月2日                          | 関西109－12九州                       | 宮崎総合                              |
| 47                                     | 2008年3月8日                          | 関東46－38関西                        | 花園ラグビー場                        |
| 47                                     | 2008年3月15日                         | 関東55－19九州                        | 江戸川陸上                            |
| 48                                     | 2009年3月14日                         | 関東48－7九州                         | 長崎諫早                              |
| 48                                     | 2009年3月22日                         | 関東41－19関西                        | 熊谷ラグビー場                        |
| 48                                     | 2009年3月29日                         | 関西67－33九州                        | 花園ラグビー場                        |
| 49                                     | 2010年3月14日                         | 関東26－15関西                        | 花園ラグビー場                        |
| 49                                     | 2010年3月21日                         | 関西60－12九州                        | 福岡レベスタ                          |
| 49                                     | 2010年3月28日                         | 関東34－10九州                        | 秩父宮ラグビー場                      |
| 50                                     | 2011年3月11日の東日本大震災により中止 | 2011年3月11日の東日本大震災により中止 | 2011年3月11日の東日本大震災により中止 |

## 歴代優勝チーム
| 回 | 年度 | チーム                 |
| -- | ---- | ---------------------- |
| 1  | 1948 | 三すくみ               |
| 2  | 1949 | 三すくみ               |
| 3  | 1950 | 三すくみ               |
| 4  | 1951 | 関東                   |
| 5  | 1952 | 三すくみ               |
| 6  | 1953 | 九州                   |
| 7  | 1954 | 関西                   |
| 8  | 1955 | 関東                   |
| 9  | 1956 | 三すくみ               |
| 10 | 1957 | 三すくみ               |
| 11 | 1958 | 関東                   |
| 12 | 1959 | 関東                   |
| 13 | 1960 | 関東                   |
| 14 | 1961 | 関東                   |
| 15 | 1962 | 関東                   |
| 16 | 1963 | 関東                   |
| 17 | 1964 | 三すくみ               |
| 18 | 1965 | 三すくみ               |
| 19 | 1966 | 関西                   |
| 20 | 1967 | 関西                   |
| 21 | 1968 | 関西                   |
| 22 | 1979 | 関東                   |
| 23 | 1980 | 関東                   |
| 24 | 1985 | 関東                   |
| 25 | 1986 | 関西                   |
| 26 | 1987 | 関西                   |
| 27 | 1988 | 関西                   |
| 28 | 1989 | 関西                   |
| 29 | 1990 | 関東                   |
| 30 | 1991 | 関東                   |
| 31 | 1992 | 関東                   |
| 32 | 1993 | 関西                   |
| 33 | 1994 | 関西                   |
| 34 | 1995 | 関西                   |
| 35 | 1996 | 九州                   |
| 36 | 1997 | 関東                   |
| 37 | 1998 | 関東                   |
| 38 | 1999 | 関東                   |
| 39 | 2000 | 関西                   |
| 40 | 2001 | 関東関西引き分け       |
| 41 | 2002 | 関東                   |
| 42 | 2003 | 関西                   |
| 43 | 2004 | 関東                   |
| 44 | 2005 | 関東                   |
| 45 | 2006 | 関西                   |
| 46 | 2007 | 関東                   |
| 47 | 2008 | 関東                   |
| 48 | 2009 | 関東                   |
| 49 | 2010 | 関東                   |
| 50 | 2011 | 東日本大震災により中止 |